# The Woman King
The Woman King è un film del 2022 diretto da Gina Prince-Bythewood, basato su eventi reali.

## Trama
Nel 1823, nel Regno di Dahomey, in Africa occidentale, la generale Nanisca, leader del gruppo di amazzoni definite Agojie, libera le donne dahomeane rapite dai commercianti di schiavi portoghesi, aiutata da cavalieri dell'Impero Oyo. Questo provoca il re Ghezo del Dahomey a prepararsi per una guerra totale con gli Oyo. Nanisca inizia ad addestrare una nuova generazione di guerriere che si uniscono alle Agojie per proteggere il regno. Tra queste guerriere c'è Nawi, una ragazza volitiva che il padre ha offerto al re dopo aver rifiutato di sposare uomini che l'avrebbero picchiata. Nawi fa amicizia con Izogie, una veterana Agojie. Rivela inoltre a Nanisca di essere stata adottata e mostra una voglia sulla spalla sinistra, scioccando Nanisca.
I mercanti di schiavi portoghesi guidati da Santo Ferreira e accompagnati dal mezzo dahome Malik arrivano nell'ambito di un'alleanza con gli Oyo, guidati dal generale Oba Ade. Nawi incontra Malik mentre fa il bagno e i due diventano amici. Poco dopo aver terminato l'addestramento per diventare una Agojie a tutti gli effetti, Nawi si allontana di nascosto per parlare con Malik e viene a sapere che gli Oyo stanno pianificando un attacco. Lo riferisce a Nanisca, che la rimprovera per la sua imprudenza. Nanisca rivela che in gioventù è stata catturata da Oba, violentata e ingravidata. Dopo aver dato alla luce una figlia, Nanisca le ha conficcato un dente di squalo nella spalla sinistra prima di darla via. Nanisca aiuta Nawi a estrarre il dente, confermando che è la sua figlia biologica.
Nanisca guida le Agojie in un attacco all'Oyo. L'attacco ha successo, ma l'Oba fugge e Nawi e Izogie vengono catturati. Una delle Agojie catturate scivola via e riferisce a Nanisca la sorte delle altre. Ghezo si prepara a conferire a Nanisca il titolo di Re Donna, suo partner e pari nel governare il Dahomey, ma rifiuta di autorizzare una missione di salvataggio per le prigioniere Agojie. Nel frattempo, Izogie viene uccisa in un tentativo di fuga e Malik compra Nawi per proteggerla. Nanisca disobbedisce agli ordini e parte con un gruppo di guerrieri che la pensano come lei per salvare i prigionieri. Il caos permette a Nawi di fuggire e di ricongiungersi a Nanisca. Malik libera diversi altri schiavi che annegano Ferreira e Nanisca uccide Oba in un solo colpo. Gli Agojie trionfanti tornano nel Dahomey, dove Ghezo ammonisce privatamente e brevemente Nanisca per avergli disobbedito, prima di incoronarla Re Donna. Dopo i festeggiamenti, Nanisca e Nawi riconoscono privatamente il loro rapporto familiare.

## Produzione

### Sviluppo
Dopo aver parlato del progetto con Viola Davis, Maria Bello sviluppò l'idea con la produttrice Cathy Schulman, la sceneggiatrice Dana Stevens e la regista Gina Prince-Bythewood. Il film è stato co-prodotto da TriStar Pictures ed Entertainment One e nel marzo 2018 è stato annunciato che Viola Davies e Lupita Nyong'o avrebbero interpretato le protagoniste. Nyong'o successivamente dovette rinunciare al progetto ed è stata sostituita da Thuso Mbedu. Il resto del cast è stato annunciato tra l'aprile 2021 e il gennaio 2022.
Il budget è stato stimato in 50.000.000 USD.

### Riprese
Le riprese principali sono iniziate in Sudafrica nel novembre 2021.

## Promozione
Il primo trailer del film è stato pubblicato il 6 luglio 2022.

## Distribuzione
Il film è stato presentato in anteprima mondiale al Toronto Film Festival il 9 settembre 2022. La distribuzione di The Woman King nelle sale statunitensi è iniziata il 16 dello stesso mese. In Italia è stato distribuito nei cinema a partire dal 1 dicembre 2022.

## Riconoscimenti
2023 - Golden Globe
- Candidatura per la migliore attrice in un film drammatico a Viola Davis

2023 - British Academy Film Awards
- Candidatura al miglior regista a Gina Prince-Bythewood
- Candidatura alla migliore attrice protagonista a Viola Davis

2023 - Grammy Award 
- Candidatura alla miglior canzone scritta per un media visivo a Angélique Kidjo, Jeremy Lutito and Jessy Wilson per Keep Rising

2023 - Screen Actors Guild Award
- Candidatura alla migliore attrice protagonista cinematografica a Viola Davis
- Candidatura alle migliori controfigure cinematografiche

2023 - Critics' Choice Awards
- Candidatura al miglior regista a Gina Prince-Bythewood
- Candidatura alla migliore attrice a Viola Davis
- Candidatura al miglior cast corale
- Candidatura ai migliori costumi a Gersha Phillips

2023 - NAACP Image Award
- Candidatura al miglior film
- Candidatura al miglior regista di un film a Gina Prince-Bythewood
- Candidatura alla migliore attrice in un film a Viola Davis
- Candidatura al migliore attore non protagonista in un film a John Boyega
- Candidatura alla migliore attrice non protagonista in un film a Lashana Lynch
- Candidatura al miglior cast in un film
- Candidatura alla migliore sceneggiatura in un film a Dana Stevens e Maria Bello
- Candidatura ai migliori costumi a Gersha Phillips, Carly Nicodemo, Lieze Van Tonder, Lynn Paulsen e Tova Harrison
- Candidatura alla miglior colonna sonora o compilation a Terence Blanchard per The Woman King (Original Motion Picture Soundtrack)

2023 - Satellite Award
- Candidatura alla migliore attrice a Viola Davis
- Candidatura al miglior suono a Becky Sullivan, Kevin O'Connell, Tony Lamberti and Derek Mansvelt
- Candidatura alla miglior colonna sonora originale a Terence Blanchard
- Candidatura al migliore montaggio a Sarah Broshar e Michael Kahn
- Candidatura ai migliori costumi a Gersha Phillips